# Vinogradci
Vinogradci su naselje u Hrvatskoj, regiji Slavoniji u Osječko-baranjskoj županiji i nalaze se u sastavu grada Belišća.

## Zemljopisni položaj
Vinogradci se nalazi na 92 metara nadmorske visine u nizini istočnohrvatske ravnice. Selo se nalazi oko 2 km zapadno od državne ceste D34 Valpovo – Donji Miholjac. Susjedna naselja: sjeveroistočno Belišće, sjeverno Kitišanci, sjeverozapadno Tiborjanci, te jugozapadno Gorica Valpovačka i Bocanjevci. Istočno se nalazi grad Valpovo, a zapadno se nalaze Marijanci naselje u istoimenoj općini. Pripadajući poštanski broj je 31554 Belišće, telefonski pozivni 031 i registarska pločica vozila OS (Osijek). Površina katastarske jedinice naselja Vinogradci je 6,93 km2.

## Stanovništvo
| broj stanovnika | 275   | 279   | 290   | 292   | 319   | 371   | 358   | 396   | 422   | 436   | 457   | 391   | 344   | 282   | 270   | 256   | 211   |
|                 | 1857. | 1869. | 1880. | 1890. | 1900. | 1910. | 1921. | 1931. | 1948. | 1953. | 1961. | 1971. | 1981. | 1991. | 2001. | 2011. | 2021. |

## Crkva
U selu se nalazi rimokatolička crkva Sv. Kraljice Krunice  koja pripada katoličkoj župi Bezgrješno začeće BDM u Valpovu i valpovačkom dekanatu Đakovačko-osječke nadbiskupije. Crkveni god (proštenje) ili kirvaj slavi se prve nedjelje u mjesecu listopadu.

## Obrazovanje i školstvo
U selu nalazi škola do 4. razreda koja radi u sklopu Osnovne škole Ivan Kukuljević Belišće.

## Šport
NK Zrinski Vinogradci natječe se u sklopu 3. ŽNL Liga NS Valpovo. Klub je osnovan 1947.

## Ostalo
U selu djeluje Dobrovoljno vatrogasno društvo Vinogradci, osnovano 1927.

## Vanjske poveznice
- http://www.belisce.net/
- http://os-ikukuljevica-belisce.skole.hr/  Arhivirana inačica izvorne stranice od 23. siječnja 2014. (Wayback Machine)
- http://www.zupa-valpovo.com/  Arhivirana inačica izvorne stranice od 1. veljače 2014. (Wayback Machine)